# Bembo (krój pisma)

Wzór jednej z odmian kroju Bembo

Bembo – szeryfowy krój pisma zaprojektowany w 1929 r. przez firmę Monotype (kierownikiem prac był Stanley Morison, historyk druku i typograf, twórca m.in. kroju Times New Roman). Jest to współczesna forma antykwy renesansowej autorstwa włoskiego projektanta Francesca Griffa.
Krój Bembo zdobył popularność jako pismo dziełowe dzięki swojej czytelności. Jest stosowany zwłaszcza przez brytyjskich wydawców: Penguin Books, Oxford University Press, Cambridge University Press, National Gallery.

## Historia
Nazwa kroju upamiętnia weneckiego pisarza i humanistę Pietra Bemba (1470–1547), ponieważ antykwa, na której oparto współczesny krój, została po raz pierwszy użyta do wydania niewielkiego utworu Bemba De Aetna. Książka ukazała się w weneckiej oficynie Alda Manuzia, gdzie z zastosowaniem tej samej czcionki (po zmianie niektórych elementów) wkrótce wydano również Hypnerotomachię Poliphili, uważaną za arcydzieło sztuki drukarskiej.

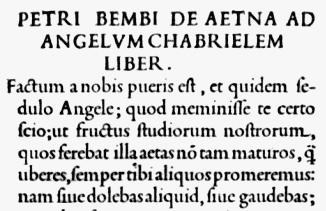
Incipit De Aetna Pietra Bemba

Piętnastowieczny pierwowzór nie posiadał kursywy, więc producent zaprojektował dwie możliwości kroju towarzyszącego: kursywę Fairbank i delikatniejszą od niej kursywę Bembo. Kursywa ta, podobnie jak antykwa, została wycięta w Londynie w 1929 r. Wykonano ją na podstawie dzieł włoskich projektantów: Ludovica degli Arrighi i Giovanniego Antonia Tagliente (lata 20. XVI w.). O ile więc antykwa kroju Monotype Bembo wywodzi się z krojów aldyńskich (związanych z działalnością domu wydawniczego prowadzonego przez weneckiego mistrza Alda Manuzia w latach 1494–1515), to towarzysząca mu kursywa ma swoje źródła w projektach późniejszych.
Ocenia się, że antykwa i kursywa Bembo dość dobrze przetrwały przeniesienie w świat składu komputerowego i druku offsetowego. Uważane są za „kroje pogodne i wszechstronne, o prawdziwej renesansowej strukturze”.

## Kroje pokrewne

### Poliphilus i Blado

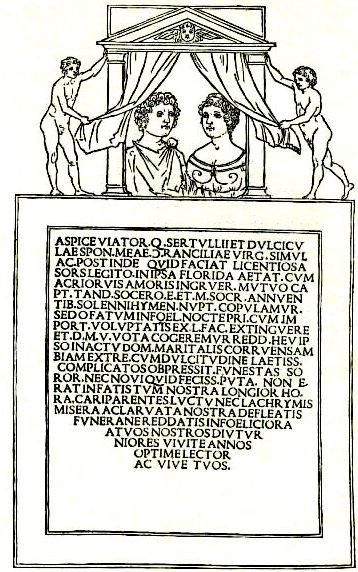
Przykładowa strona Hypnerotomachii Poliphili złożona czcionką zaprojektowaną przez Francesca Griffa

Poliphilus, co można przetłumaczyć jako „wielokrotna miłość”, to imię głównego bohatera wspominanej już Hypnerotomachii Poliphili, którą Aldo Manuzio wydrukował w 1499 r., używając stworzonej przez Francesca Griffa antykwy. Stała się ona podstawą do jednego z pierwszych eksperymentów firmy Monotype w dziedzinie rekonstruowania renesansowych krojów. Choć Poliphilus został oparty na późniejszej wersji tego samego pierwowzoru co Bembo (ta sama minuskuła z nowszym kompletem wersalików), różnice w interpretacji projektu weneckiego twórcy czcionek są niebagatelne.
Podobnie jak kursywa towarzysząca antykwie Bembo, krój Blado, czyli kursywa towarzysząca Poliphilusowi, nie bazuje na żadnej z kursyw Griffa, lecz na czcionkach wywodzących się z zupełnie innego kręgu intelektualnego – stworzył go Ludovico degli Arrighi ok. 1526 r., a w druku zastosował rzymski wydawca Antonio Blado. Mimo że w 1923 r., gdy dokonano rekonstrukcji pisma, nie było jeszcze czcionki o nazwie Arrighi, nazwą kroju postanowiono uhonorować mistrza drukarstwa, a nie autora projektu.

### Centaur i Arrighi
Antykwa Centaur, zaprojektowana w latach 1912–1914 przez Bruce’a Rogersa, wykonana została na podstawie antykwy wyciętej w Wenecji w 1469 r. przez Nicolasa Jensona. Później przystosowano ją na potrzeby monotypu, dodając do niej kursywę Arrighi, narysowaną przez Frederica Warde’a w oparciu o pismo kancelaryjne Ludovica degli Arrighi. Oba pisma wywodzące się z tradycji włoskiego renesansu używane są zarówno oddzielnie, jak i razem.